# 1920 en Géorgie
Chronologie de la Géorgie
- 1916
- 1917
- 1918
- 1919
- 1920
- 1921
- 1922
- 1923
- 1924

Cette page recense des événements qui se sont produits durant l'année 1920 en Géorgie.

Blason de la République démocratique de Géorgie

## Évènements

### Janvier
- 12 janvier
  - Reconnaissance de facto de la République démocratique de Géorgie par les puissances alliées[1].
- 26 janvier
  - Décès du publiciste Guiorgui Toumanichvili (né en 1854)[2].

### Février
- Batoumi déclaré port franc par la Société des Nations.

### Mars
- Mémorandum présenté par Haidar Abachidzé (président de l'assemblée de Batoumi) à Oliver Wardrop (Haut commissaire britannique à la Transcaucasie) en faveur de la réintégration de l'Adjarie dans le territoire géorgien.
- Incidents à Batoumi avec les armées russes blanches présentes (Général Anton Denikine).

### Avril
- Visite à Paris du secrétaire d'État géorgien à la Défense, le général Ilia Odichelidze.
- 4 avril
  - Visite à Tiflis du diplomate français Damien de Martel, Haut commissaire à la Transcaucasie.
- 22 avril
  - Naissance de l’historien Zourab Antchabadze (décédé en 1984)[3].

### Mai
- 2 mai
  - Attaque de l'École militaire de Tiflis par un commando bolchévique
- 3 mai
  - Attaque à la frontière avec l'Azerbaïdjan soviétique (Tsitéli Khidi) repoussée par l'armée nationale et la Garde populaire.
- 7 mai
  - Signature à Moscou du traité de paix entre la Russie soviétique et la République démocratique de Géorgie (Lev Karakhan et Grigol Ouratadzé) : Lénine exige la libération des Bolcheviks géorgiens emprisonnés pour tentative de coup de main ainsi que la reconnaissance du Parti communiste géorgien : le gouvernement de Noé Jordania divisé (Evguéni Guéguétchkori est pour, Noé Ramichvili est contre), accepte.
- 8 mai
  - Ralliement au pouvoir soviétique russe de Roki (Ossétie du Sud)[4].
  - Entrée de troupes d’Ossétie du Nord à Tskhinvali (Ossétie du Sud)[4].

### Juin
- 7 juin
  - Proclamation du pouvoir soviétique à Tskhinvali[4].
- 12 juin
  - Intervention militaire géorgienne dans la région de Tskhinvali (5 à 20 000 morts selon les sources, 35 000 expulsions vers l’Ossétie du Nord)[4].
- 27 juin
  - ouverture à Tiflis d'une représentation diplomatique et consulaire de la Russie soviétique.

### Juillet
- 1er juillet
  - Évacuation de Batoumi par les armées russes blanches.
- 7 juillet
  - Évacuation de Batoumi par les troupes britanniques[1].
- 9 juillet
  - Entrée dans Batoumi de l'armée nationale géorgienne ; retour de l'Adjarie sous souveraineté géorgienne.

### Août
- 10 août
  - Traité de Sèvres entre les Alliés victorieux et l'Empire ottoman, jamais appliqué et remplacé pour partie par le Traité de Kars entre la Turquie kémaliste et les républiques soviétiques de la Transcaucasie le 13 octobre 1921.

### Septembre
- 14 au 30 septembre
  - Visite d'une délégation de la IIe Internationale socialiste avec des membres belges, britanniques et français (Pierre Renaudel, Adrien Marquet et Albert Inghels), organisation de festivités populaires[5].

### Octobre
- Visite de membres allemands de la IIe internationale socialiste (Karl Kautsky).

### Novembre
- Candidature de la République démocratique de Géorgie à la Société des Nations[1].
- 20 novembre
  - Signature d’une convention de commerce avec les républiques soviétiques d’Azerbaïdjan et de Russie[6].
- 24 novembre
  - Décès de l’acteur et réalisateur Lado Aleksi-Meskhichvili (né en 1857)[7].

### Décembre
- 13 décembre
  - Démission de Guiorgui Kvinitadzé commandant en chef de l'armée nationale géorgienne — en désaccord avec la stratégie militaire du gouvernement vis-à-vis de la Russie soviétique — et nomination du général Ilia Odichelidze.
- 16 décembre
  - Vote défavorable à l'admission de la République démocratique de Géorgie à la Société des Nations[1].
- 31 décembre
  - Éducation nationale : 1 924 écoles ouvertes pour 162 342 élèves[8].
  - Superficie ensemencée : 621 000 hectares (353 000 en 1916) [9].
  - Production annuelle de manganèse : 121 600 tonnes (65 000 en 1919) / production annuelle de charbon : 80 000 tonnes (36 000 en 1919) [10].
  - Production annuelle de soie : 840 tonnes de cocons (700 en 1919) [11].